# Colak Ananikian
Colak Ananikian – ormiański bokser, srebrny medalista Mistrzostw Europy z roku 2008, dwukrotny uczestnik Mistrzostw Świata w boksie z roku 2007 i 2009.

## Kariera
W lipcu 2007 doszedł do półfinału 11. edycji białoruskiego turnieju rozgrywanego w Mińsku. W półfinale przegrał na punkty (25:35) z reprezentantem Rosji Siergiejem Kowalowem
W październiku 2007 reprezentował Armenię na Mistrzostwach Świata w Chicago. Rywalizację w kategorii ciężkiej rozpoczął od 1/32 finału, w którym pokonał na punkty (23:13) reprezentanta Turcji Bahrama Muzaffera. W pojedynku 1/16 finału poniósł porażkę, przegrywając na punkty (10:18) z Litwinem Daugirdasem Šemiotasem.
W kwietniu 2008 uczestniczył w turnieju kwalifikacyjnym dla Europy na Letnie Igrzyska Olimpijskie w Pekinie. W 1/8 finału kategorii ciężkiej pokonał przed czasem reprezentanta Irlandii Tommy'ego Sheehana. W ćwierćfinale kwalifikacji przegrał na punkty (14:19) z reprezentantem Czarnogóry Miloradem Gajoviciem, nie uzyskując kwalifikacji. W czerwcu 2008 został mistrzem Armenii w kategorii ciężkiej. W listopadzie 2008 zdobył srebrny medal w kategorii ciężkiej na Mistrzostwach Europy w Liverpoolu. W 1/16 finału pokonał na punkty (7:4) reprezentanta Grecji Eliasa Pavlidisa. W 1/8 rywalem Ormianina był Litwin Vitalijus Subačius, a pojedynek zakończył się wygraną Ananikiana na punkty. W ćwierćfinale wyeliminował mistrza Europy z roku 2006, Ukraińca Denysa Pojacykę, pokonując go minimalnie na punkty (8:7). W walce o finał pokonał Węgra Józsefa Darmosa, zwyciężając minimalnie na punkty (5:4). W finale przegrał wyraźnie na punkty (2:9) z Rosjaninem Jegorem Miechoncewem.
W marcu 2009 doszedł do finału Turnieju im. Feliksa Stamma. W finale przegrał walkowerem z Polakiem Krzysztofem Zimnochem, nie przystępując do pojedynku. We wrześniu tego samego roku startował na Mistrzostwach Świata w Mediolanie. Przegrał tam swój pierwszy pojedynek z reprezentantem Słowacji Sandro Dirnfeldem.
W 2010 był mistrzem Armenii w kategorii ciężkiej oraz doszedł do 1/8 finału mistrzostw Europy w Moskwie.